# Tim Wafler

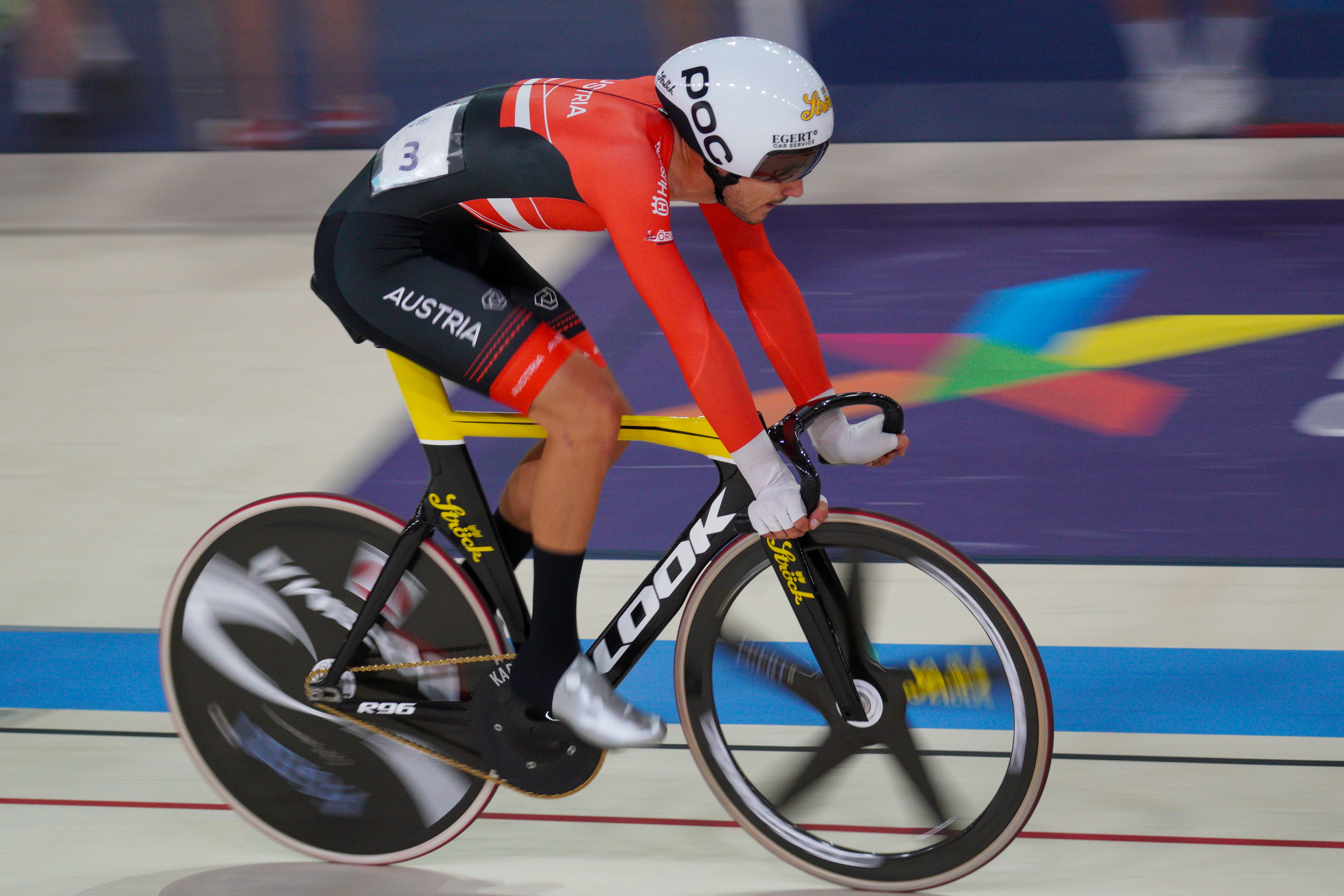
Wafler lors la course aux points de l'omnium aux championnats d'Europe 2022 à Munich.

Tim Wafler (né le 28 janvier 2002 à Kitzbühel) est un coureur cycliste autrichien. Il participe à des compétitions sur piste et sur route.
Il est notamment vice-champion d'Europe du scratch en 2024.

## Biographie
Tim Wafler est le fils de l'ancien cycliste Roland « Jimmy » Wafler, devenu entraîneur national au sein de l'Austrian Performance Center en 2019,. 
En 2018, Wafler devient champion d'Autriche du contre-la-montre sur route chez les cadets (moins de 17 ans). Lors de l'épreuve de cyclisme sur piste « The Next Generation » à l'Omnisport d'Apeldoorn, aux Pays-Bas, il établit un nouveau record autrichien de poursuite par équipes juniors (moins de 19 ans) en 4 minutes et 31,895 secondes avec Lukas Viehberger, Valentin Götzinger et Paul Buschek. 
L'année suivante, Wafler obtient de nouveaux succès sur piste : il remporte la médaille d'argent sur la course scratch aux championnats d'Europe juniors à Gand. Aux championnats du monde juniors, il prend la quatrième place de l'omnium et la sixième place du scratch. Il remporte également plusieurs titres nationaux cette année, dans les catégories élites et juniors. En 2022 et 2023, il est successivement vice-champion d'Europe du scratch espoirs, puis vice-champion d'Europe d'omnium espoirs.
En janvier 2024, il décroche l'argent sur le scratch du championnat d'Europe d'Apeldoorn derrière le Portugais Iúri Leitão. Il s'agit de son premier podium international chez les élites.

## Palmarès sur piste

### Coupe des nations
- 2025
  - 3e de la course à l'élimination à Konya

### Championnats d'Europe
| Édition / Épreuve        | Américaine | Scratch | Omnium | Élimination |
| Gand 2019 (juniors)      | 7e         | Argent  | 7e     |             |
| Apeldoorn 2021 (espoirs) |            | 9e      |        | 18e         |
| Anadia 2022 (espoirs)    |            | Argent  | 5e     |             |
| Munich 2022              | 10e        | 8e      | 11e    |             |
| Granges 2023             |            | 8e      | 12e    |             |
| Anadia 2023 (espoirs)    |            |         | Argent | 7e          |
| Apeldoorn 2024           |            | Argent  |        |             |
| Cottbus 2024 (espoirs)   | Or         | Argent  |        |             |

### Championnats nationaux
- 2019
  -  Champion d'Autriche de keirin
  -  Champion d'Autriche de l'américaine (avec Felix Ritzinger)
  -  Champion d'Autriche du kilomètre juniors
  -  Champion d'Autriche de keirin juniors
  -  Champion d'Autriche de vitesse juniors
  -  Champion d'Autriche de course aux points juniors
  -  Champion d'Autriche du scratch juniors
- 2022
  -  Champion d'Autriche de l'américaine (avec Maximilian Schmidbauer)
- 2024
  -  Champion d'Autriche de course aux points
  -  Champion d'Autriche de l'américaine (avec Lorenz Ludwiczek)
  -  Champion d'Autriche du scratch
  -  Champion d'Autriche d'omnium
  -  Champion d'Autriche de course à élimination

## Palmarès sur route

### Par années
- 2025
  -  Champion d'Autriche sur route

### Classements mondiaux
| Année                                 | 2022  |
| ------------------------------------- | ----- |
| Classement mondial                    | 2511e |
| UCI Europe Tour                       | 1535e |
|                                       |       |
| Légende : nc = non classéSource : UCI |       |